# Фюрстенберг (Везер)
Фюрстенберг (нем. Fürstenberg) — община в Германии, в земле Нижняя Саксония.
Входит в состав района Хольцминден. Подчиняется управлению Боффцен. Население составляет 1198 человек (на 31 декабря 2010 года). Занимает площадь 3,22 км².
Известен, главным образом, основанной здесь в 1747 году фарфоровой мануфактурой (нем. Porzellanmanufaktur Fürstenberg).
| Год  | Население |
| ---- | --------- |
| 1990 | 1267      |
| 1995 | 1331      |
| 2000 | 1342      |
| 2005 | 1292      |
| 2010 | 1206      |